# لور بسيلدون (باركشير)
لور بسيلدون (بالإنجليزية: Lower Basildon)‏ هي قرية تقع في المملكة المتحدة في جنوب شرق إنجلترا.